# Riegelmine 43

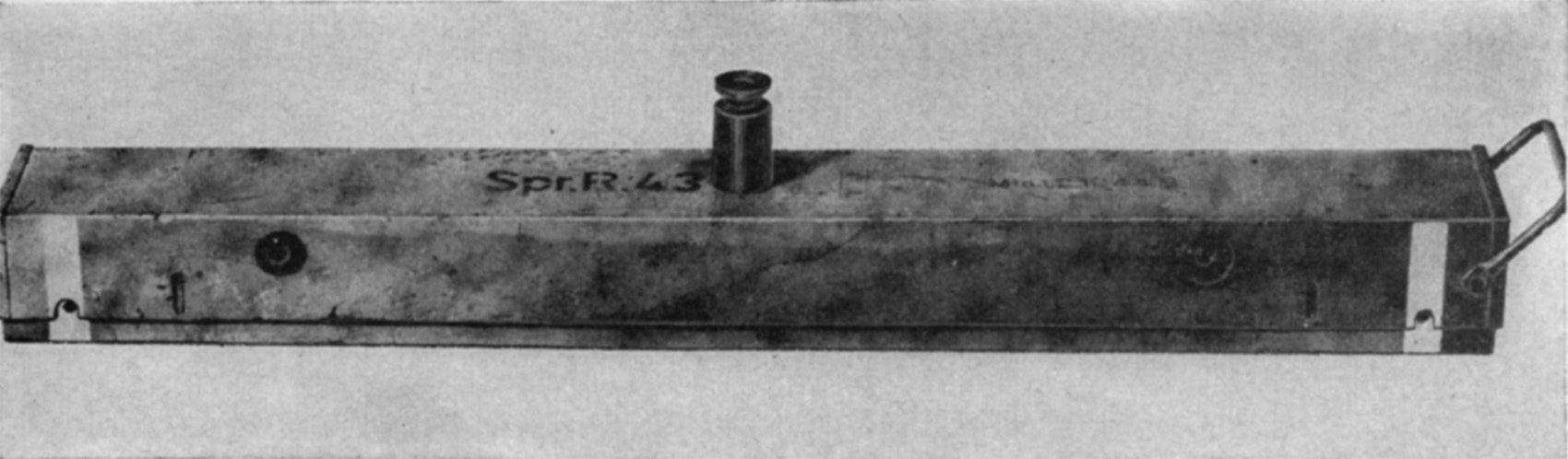
Una Riegelmine 43.

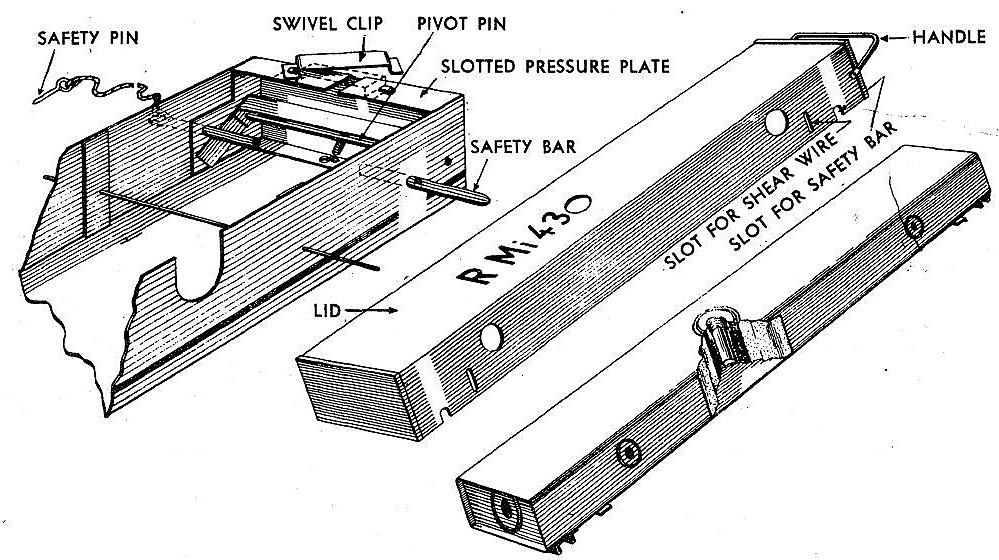
Riegelmine 43, esquemática.

La Mina Riegel 43 (en alemán, Riegelmine 43 o Sprengriegel/R.Mi.43) era una mina de barra antitanque con carcasa de acero utilizada por Alemania durante la Segunda Guerra Mundial. La mina es un rectángulo largo y delgado. Consiste en una bandeja metálica inferior y superior, y un bloque explosivo interno con carcasa metálica. Utiliza dos espoletas ZZ42 insertadas en cualquiera de los extremos del bloque interno, aunque puede usarse con una espoleta de presión adicional en la parte superior. La mina es similar a la mina italiana B-2. Una variante, la Riegelmine 44 también se produjo con una espoleta diferente. Aproximadamente se produjeron 3.051.400 entre 1943 y 1945. 
Intentar desarmar Riegelmines es extremadamente peligroso porque los alambres de metal en los mecanismos de espoleta se corroen rápidamente, lo que los hace altamente inestables. Como resultado, las Riegelmines son altamente sensibles a las perturbaciones más pequeñas y, por lo tanto, pueden detonar fácilmente con solo tocarlas. La situación se complica aún más por el hecho de que las minas de Riegel pueden equiparse con hasta tres dispositivos anti-manipulación. El procedimiento de renderizado seguro recomendado para cualquier mina Riegel es destruirla in situ detonando una pequeña carga explosiva junto a ella. 
Los países donde se colocaron Riegelmines incluyen los Países Bajos, Egipto y Libia.

## Especificaciones
- Peso: 9,3 kg (20 lb 8 oz)

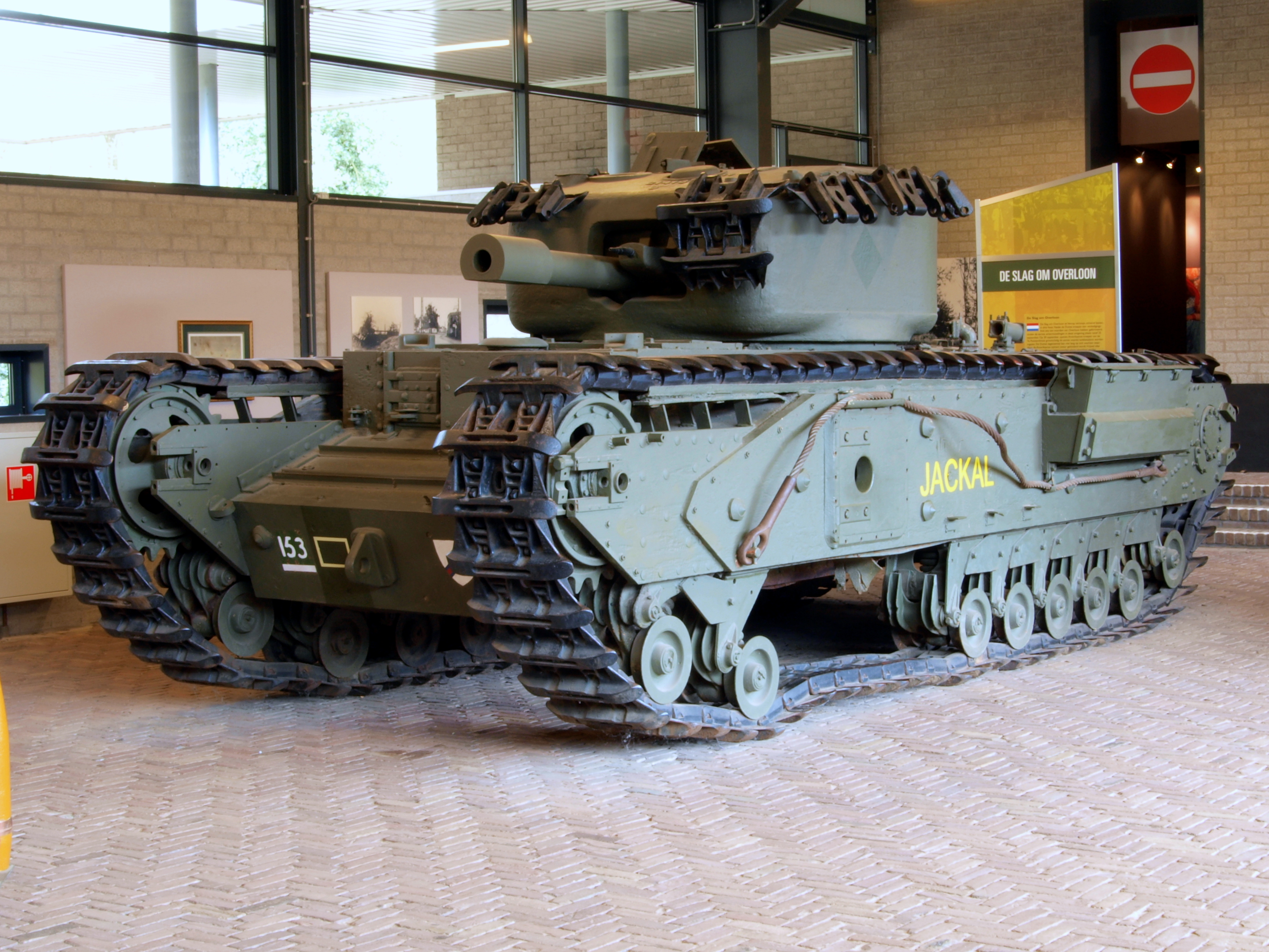
El tanque Churchill Mk V destruido por un Riegelmine en el Museo de Guerra Overloon, además del visible daño de movilidad, la mina penetró en la armadura del vientre que destruyó el casco con explosiones y daños por fuego.

- Contenido explosivo: 4 kg (8 lb 13 oz) de TNT
- Length: 80 cm (31 in)
- Anchura: 95 mm (3.7 in)
- Altura: 12 cm (4.7 in)
- Presión operacional: Variable - 360 kg (790 lb) en el centro, 180 kg (400 lb) en los extremos